# Avibactam
Avibactam ist ein Arzneistoff, der als Wirkverstärker für bestimmte Antibiotika eingesetzt wird, selbst aber keine antibiotische Wirkung hat. Es gehört zur Gruppe der β-Lactamase-Inhibitoren.

## Wirkungsweise
β-Lactamase-Inhibitoren hemmen das von den Bakterien gebildete Enzym β-Lactamase, mit dem die Bakterien bestimmte Antibiotika aus der Gruppe der Penicilline und Cephalosporine unwirksam machen. Die Produktion dieses Enzyms ist ein Mechanismus, durch den Bakterien resistent gegen diese Antibiotika sind oder werden können. Durch Hemmung dieses Enzyms kann dieser Resistenzmechanismus umgangen werden, indem die Zerstörung des Antibiotikums durch das bakterielle Enzym verhindert wird.
Im Unterschied zu anderen β-Lactamase-Inhibitoren ist die kovalente Bindung an die β-Lactamase reversibel.

## Anwendung

### In Kombination mit Ceftazidim
Avibactam wurde im April 2016 – als Kombinationspräparat mit Ceftazidim; selbst hat es keine antibiotische Wirkung – für Europa zugelassen und wird von der Firma Pfizer unter dem Handelsnamen Zavicefta vertrieben. Laut Zulassung kann die Kombination Avibactam/Ceftazidim bei Erwachsenen und Kindern ab einem Alter von drei Monaten zur Behandlung der folgenden Infektionen angewendet:
- komplizierte (schwer zu behandelnde) Infektionen von Geweben und Organen im Bauch (intraabdominalen Infektionen);
- komplizierte Infektionen in den Harnwegen, unter anderem Pyelonephritis (Nierenentzündung);
- nosokomiale Lungeninfektionen (im Krankenhaus erworbene Pneumonie), einschließlich beatmungsassoziierter Pneumonie (Lungenentzündung, die durch ein Beatmungsgerät entsteht, d. h. eine Maschine, die dem Patienten die Atmung erleichtert).

### In Kombination mit Aztreonam
Im April 2024 erhielt die fixe Kombination von Avibactam mit dem Monobactam Aztreonam (Handelsname: Emblaveo; Hersteller: Pfizer) in der EU eine Zulassung zur Behandlung komplizierter Infektionen  des Abdomens, der Harnwege, der krankenhauserworbenen Pneumonie sowie zur Behandlung von Infektionen durch aerobe gramnegative Organismen bei Erwachsenen mit begrenzten Behandlungsmöglichkeiten. Pfizer hat Emblaveo gemeinsam mit Abbvie entwickelt.